# Bolivar digitale
Il bolivar digitale (in spagnolo: bolívar digital), oggi ufficialmente denominato bolivar sovrano e codice ISO 4217 (VES), è la moneta in vigore in Venezuela dal 1° ottobre 2021. Sostituisce il vecchio bolivar sovrano con un tasso di un nuovo bolivar da un milione di antichi bolivar.
Debuttato a luglio 2021, il sistema è stato annunciato in via non ufficiale, in quanto è stato ufficializzato il 6 agosto e il 1° ottobre la Nuova Espressione Monetaria è stata emessa dalla Banca Centrale del Venezuela con nuove banconote e monete. Questa è la terza valutazione più recente della moneta veneziana dopo il 2008, con un totale di 14 zeri eliminati dopo questa data.

## Codice ISO 4217
Il codice VED ISO 4217, codice numerico 926, è stato introdotto il 1° ottobre 2021 dall'emendamento n. 170 dell'ISO 4217 per rappresentare il nuovo valore (un milione di dollari dell'antico bolivar sovrano VES/928) per tutti i baci interni successivi alla procedura di ridenominazione, ma sostituisce il codice VES come codice ufficiale della moneta. La Banque centrale du Venezuela non ha adottato i nuovi codici nel sistema locale e continua a utilizzare VES/928. Questo codice VES/928 indica il codice della moneta dopo il 1° ottobre 2021 per tutte le transazioni in bolivar sovrano ridenominate.